# Zonneschijnmeter

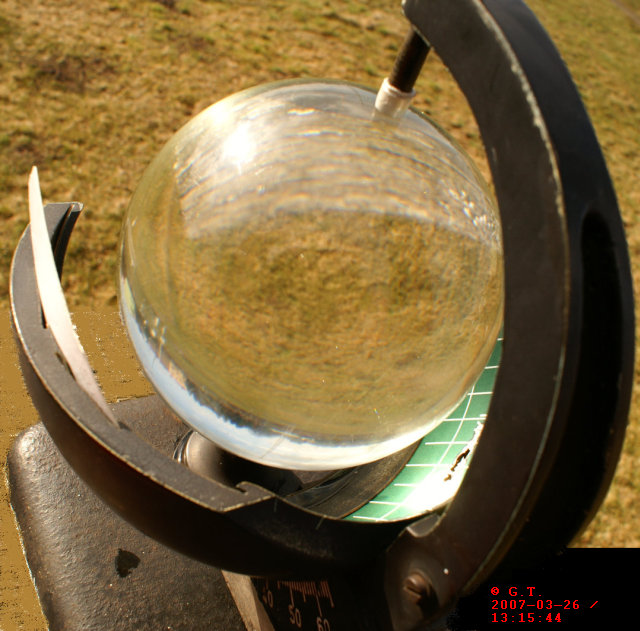
Zonneschijnmeter (Campbell-Stokes recorder)

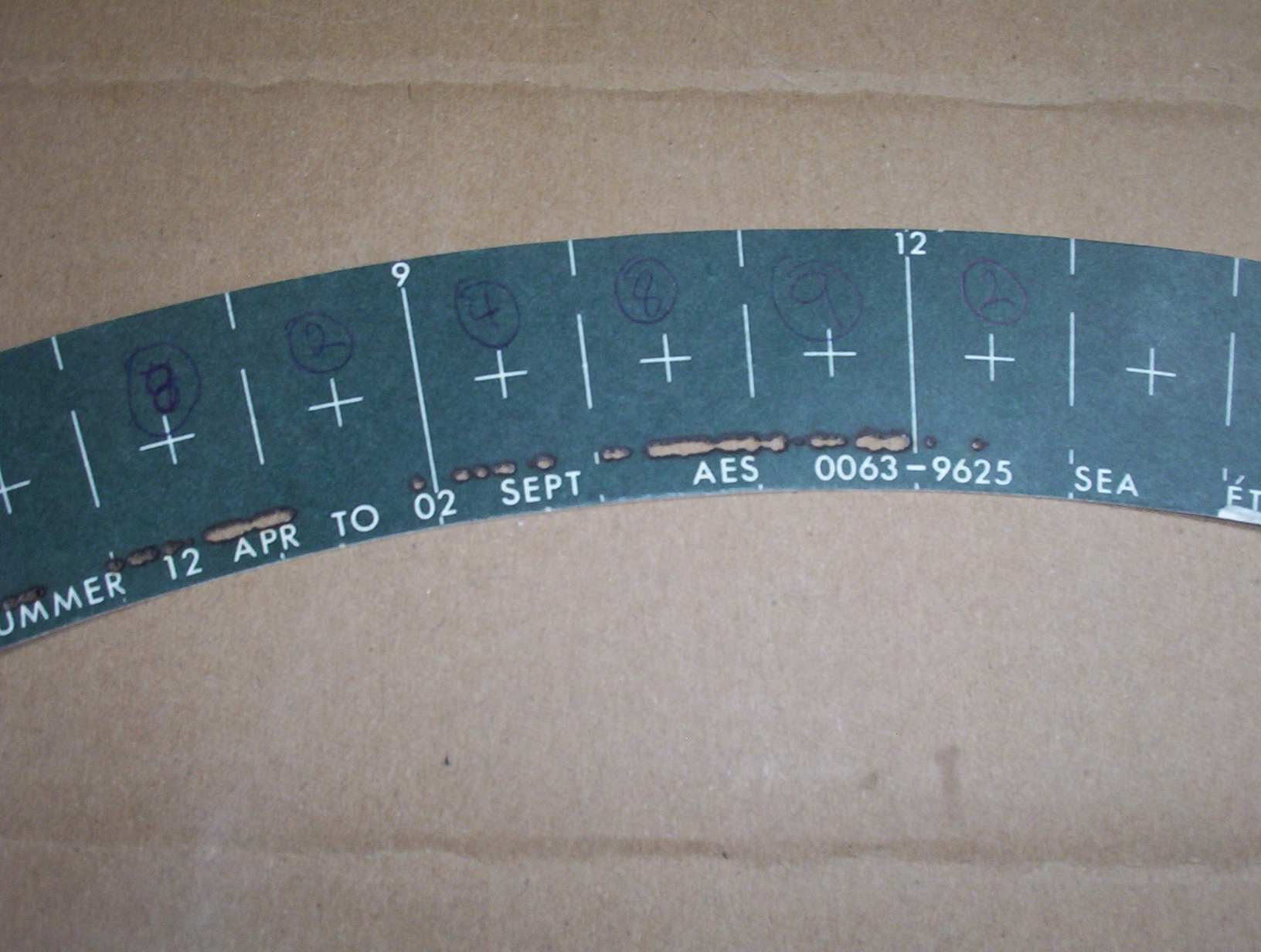
Kaart met brandgaatjes van de zon

Een zonneschijnmeter is een meteorologisch instrument voor het vastleggen van het aantal uren dat de volle zon op een bepaald stukje van het aardoppervlak schijnt en er dus geen wolkendek aanwezig is. Hiervoor zijn sinds de negentiende eeuw verschillende instrumenten uitgevonden. Sommige instrumenten moeten voortdurend op de zon gericht blijven met behulp van een mechanisch of elektromechanisch uurwerk (een zogenaamde zonvolger). Andere instrumenten hebben geen bewegende delen.

## Campbell-Stokes recorder
De meest gebruikte meter was tot ca. 2000 de Campbell-Stokes recorder, soms ook heliograaf genoemd, die in 1853 door John Francis Campbell werd uitgevonden en in 1879 werd verbeterd door Sir George Gabriel Stokes. Campbell maakte een instrument met een houten bak, waarop een glazen bol schroeiplekken achterliet. Stokes verbeterde het instrument door het van metaal te maken met een kaart achter de bol. Door de glazen bol brandt de volle zon gaatjes in de achter de bol zittende kaart. Bij zonsopgang en -ondergang is het echter moeilijk de kaart goed af te lezen, omdat de zon dan laag staat en meer een schroeiplek achterlaat. Vooral bij het begin en het eind geeft dit problemen.
Sinds 1992 gebruikt het KNMI voor het meten van het aantal zonuren een pyranometer.

## Optisch experiment
De doorzichtige glazen bol van een zonneschijnmeter kan ook gebruikt worden om er de primaire en secundaire glasbolbogen mee te tonen. De primaire glasbolboog (Radius: 22°30') is een equivalent van de primaire regenboog (Radius: 42°). De secundaire glasbolboog (Radius: 87°30') is een equivalent van de secundaire regenboog (Radius 51°). Om de primaire en secundaire glasbolbogen te zien te krijgen is het aan te raden om dezelfde projectietechniek toe te passen die beschreven staat op bladzijde 205 in Dr. M.G.J. Minnaert's De Natuurkunde van 't Vrije Veld, Deel 1: Licht en Kleur in het Landschap.